# 854
| 854                |
| ------------------ |
| Dødsfald - Fødsler |
|                    |

| Gregoriansk kalender | 854 DCCCLIV             |
| Ab urbe condita      | 1607                    |
| Armensk kalender     | 303 ԹՎ ՅԳ               |
| Kinesiske kalender   | 3550 – 3551 癸酉 – 甲戌 |
| Etiopisk kalender    | 846 – 847               |
| Jødisk kalender      | 4614 – 4615             |
| Hindukalendere       |                         |
| - Vikram Samvat      | 909 – 910               |
| - Shaka Samvat       | 776 – 777               |
| - Kali Yuga          | 3955 – 3956             |
| Iransk kalender      | 232 – 233               |
| Islamisk kalender    | 239 – 240               |

## Dødsfald
- Horik 1., dansk konge

| År | Spire Denne artikel om et år, årti, århundrede eller årtusinde er en spire som bør udbygges. Du er velkommen til at hjælpe Wikipedia ved at udvide den. |